# Acordos de Nova Iorque
O Acordo entre a República Popular de Angola, a República de Cuba e a República da África do Sul (em inglês: Agreement among the People's Republic of Angola, the Republic of Cuba, and the Republic of South Africa), mais conhecido como Acordos de Nova Iorque, ou ainda Acordo das Três Potências  ou Acordo Tripartido, concedeu a independência à Namíbia da África do Sul e encerrou com o envolvimento direto de tropas estrangeiras na Guerra Civil Angolana. Os acordos foram assinados em 22 de dezembro de 1988, na sede das Nações Unidas  em Nova Iorque pelos Ministros das Relações Exteriores da República Popular de Angola (Afonso Van-Dúnem M'Binda), da República de Cuba (Isidoro Malmierca Peoli) e da República da África do Sul (Pik Botha).